# Rubineia
Rubineia é um município brasileiro do estado de São Paulo. A cidade tem uma população de 3.170 habitantes (IBGE/2020) e área de 242,877 km². O município é formado pela sede e pelo distrito de Esmeralda.

## História
Em 1973, a cidade foi inundada para a construção do reservatório da Usina Hidrelétrica de Ilha Solteira, inspirando o filme "O Profeta das Águas", além de uma crônica e um poema de Carlos Drummond de Andrade.

## Demografia

### População
| Crescimento populacional                             | Crescimento populacional | Crescimento populacional | Crescimento populacional |
| Ano                                                  | População Total          |                          | %±                       |
| ---------------------------------------------------- | ------------------------ | ------------------------ | ------------------------ |
| 1970                                                 | 4 849                    |                          | —                        |
| 1980                                                 | 2 413                    |                          | −50,2%                   |
| 1991                                                 | 2 236                    |                          | −7,3%                    |
| 2000                                                 | 2 615                    |                          | 16,9%                    |
| 2010                                                 | 2 862                    |                          | 9,4%                     |
| 2022                                                 | 3 833                    |                          | 33,9%                    |
| Est. 2024                                            | 3 965                    | [ 9 ]                    | 3,4%                     |
| Fontes: Censos Demográficos IBGE e Estimativas SEADE |                          |                          |                          |

### Dados demográficos
Dados do Censo - 2010
População total: 2.862
- Urbana: 2.355
- Rural: 507
- Homens: 1.415[13]
- Mulheres: 1.447

Densidade demográfica (hab./km²): 11,16
Dados do Censo - 2000
Mortalidade infantil até 1 ano (por mil): 13,18
Expectativa de vida (anos): 72,72
Taxa de fecundidade (filhos por mulher): 1,96
Taxa de alfabetização: 88,07%
Índice de Desenvolvimento Humano (IDH-M): 0,788
- IDH-M Renda: 0,695
- IDH-M Longevidade: 0,795
- IDH-M Educação: 0,875

(Fonte: IPEADATA)

## Geografia
Localiza-se a uma latitude 20º10'46" sul e a uma longitude 51º00'08" oeste, estando a uma altitude de 317 metros.

### Hidrografia
- Rio Paraná

### Rodovias
A cidade é servida pela SP-320, que a liga ao estado e a todo o território nacional. Liga-se ao estado do Mato Grosso do Sul pela Ponte Rodoferroviária Rollemberg-Vuolo.

### Ferrovias
Rubineia é atravessada pela Ferrovia Norte Brasil (Ferronorte), principal corredor de exportação do agronegócio brasileiro, ligando o noroeste paulista ao estado do Mato Grosso.

## Infraestrutura

### Comunicações
O sistema de telefones automáticos foi inaugurado na cidade em 1985 pela Telecomunicações de São Paulo (TELESP), que também implantou o sistema de discagem direta à distância (DDD) em 1988 com o código de área (0176). Anteriormente a cidade era atendida pela Companhia de Telecomunicações do Estado de São Paulo (COTESP).
Na década de 90 o código DDD da cidade foi alterado para (017), para padronização do sistema telefônico com a telefonia celular que estava sendo implantada em todo o estado.
Em 2015, um provedor regional (Golfinho Internet) passou a atender praticamente toda a área urbana e alguns loteamentos com internet wireless (via rádio).
Em 2019, a cidade conta com ampla rede em fibra óptica, atendendo toda a área urbana e áreas próximas das prainhas, também operada pela Golfinho Internet e Império Net Fibra.

## Administração
- Prefeito: Osvaldo Lugato Filho (2021/2024)[20]
- Vice-prefeito: Pastor Celso Capacete (2021/2024)[21]
- Presidente da câmara: Edilson da Silva[22]

## Personalidades
- Luiz Carlos Bombonato Goulart - campeão da Copa do Mundo de 2002 com a Seleção Brasileira.

## Religião
O Cristianismo se faz presente na cidade da seguinte forma:

### Igreja Católica
- A igreja faz parte da Diocese de Jales.[24]

### Igrejas Evangélicas
- Assembleia de Deus Ministério do Belém.[25][26]
- Congregação Cristã no Brasil.[27]